# Creso
Creso foi o último rei da Lídia, da dinastia Mermnada, (560 a.C.–546 a.C.), filho e sucessor de Alíates que morreu em 560 a.C. Submeteu as principais cidades da Anatólia (salvo a cidade de Mileto).

## História
Perante o inquietante avanço do rei Ciro II, Creso enviou um mensageiro ao Oráculo de Delfos que lhe respondeu que se conduzisse um exército para este e cruzasse o rio Hális, destruiria um grande império. Tentado pelo que disse o Oráculo, Creso organizou uma aliança com Nabonido da Babilónia, Amósis II do Egito e a cidade grega de Esparta e partiu para a guerra, no entanto a guerra não correu como esperado, sem esforço foi vencido pelas forças de Ciro na Batalha do Hális, Timbra em 547 a.C. e feito prisioneiro em Sardes.
Desta forma se completou o vaticinado pelo oráculo, mas pela destruição do império lídio.
Creso fora famoso pela sua riqueza, a qual foi atribuída à exploração das areias auríferas do Pactolo, rio afluente do Hermo onde, segundo a lenda, se banhara o Rei Midas (que transformava em ouro tudo o que tocava). Mandou construir o Templo de Ártemis em Éfeso.

## Creso em Heródoto
Creso em Heródoto é um personagem histórico do livro I de Histórias  descrito como rei de território ao leste do rio Hális. Creso foi o filho do rei Aliates e o quarto ascendente dos mermnádes, família nobre que sucedeu os heráclidas na Lídia após a conquista do poder por Giges, que derrotou Candaules. Creso é apresentado como rei da lídia aos 35 anos de idade, após a morte de seu pai, que lega a ele um extenso reino que ia até as margens do rio Hális e já finalizada a longa guerra que Sardes, capital da Lídia manteve contra Mileto na época de Aliates.
Na narrativa de Heródoto, Creso reina sob todo os povos da Frígia e das cidades gregas da Ásia Menor, à margem oeste do rio Hális. Creso é enredado na anedota sobre a predestinação trágica feita pelo Oráculo de Delfos de que o reinado dos mérmnades encerraria na quarta geração de reis. Afora esta sina familiar, o Oráculo de Delfos revela a Creso que seu filho iria morrer por uma ponta de ferro, e que entre ele e Ciro, algum Império sucumbiria. Em Heródoto, Creso é narrado como um rei de domínio próspero e extenso, e de costumes hospitaleiros. Creso é também descrito como parente do rei medo, Astiages. Em Heródoto também é creditado a ele a responsabilidade de promover a aproximação diplomática com os gregos da Ásia Menor, que reconhecem a sua autoridade e lhe pagam tributos. Em Histórias de Heródoto a concepção narrativa das personagens tem orientação para a tragédia, dos homens que não movem os seus destinos desditosos. Deste modo, a narrativa de Creso é trágica: ele vive sob a predestinação do colapso da dinastia mermnáda em seu reinado; sob o presságio de que seu filho morrerá vítima de uma "ponta de ferro", e de que Ciro II é será seu maior antagonista. Incapaz de conter a predestinação, Creso comete o descomedimento (hybris) e ataca furiosamente os sírios sem ter sido por eles provocado, estendendo o seu império para além do rio Hális e levando o seu exército ao encontro do enfrentamento com os exércitos do rei Ciro II, este que o derrota em Sardes, o impõe o suplício na fogueira, o que, entretanto, literalmente não se consome pois Creso demove Ciro II a interromper o suplício e girar a sua fortuna, transformando ele em seu conselheiro.